# Resolutie 1318 Veiligheidsraad Verenigde Naties
Resolutie 1318 van de Veiligheidsraad van de Verenigde Naties werd unaniem door de VN-Veiligheidsraad aangenomen op 7 september 2000.

## Inhoud
De Veiligheidsraad nam de volgende verklaring aan inzake zijn rol in de handhaving van de internationale vrede en veiligheid, vooral in Afrika.

## Annex

### I
De Veiligheidsraad verbond zich aan de principes van het Handvest van de Verenigde Naties, de gelijkheid, soevereiniteit, territoriale integriteit en onafhankelijkheid van
alle landen en het respect voor de mensenrechten en bevestigde het niet-gebruik van geweld of bedreiging in internationale betrekkingen. De Raad was verantwoordelijk voor de internationale vrede en veiligheid en wilde de rol van de VN in de handhaving ervan versterken.

### II
De VN moesten betrokken worden in alle stadia van conflicten: van het voorkomen tot vredeshandhaving na het conflict. Alle regio's hadden evenveel prioriteit, maar vooral Afrika vroeg om speciale aandacht.

### III
Binnen de VN moesten strategieën ontwikkeld worden om de oorzaak van conflicten aan te pakken. VN-vredesoperaties zouden worden versterkt met duidelijke mandaten met veiligheidsmaatregelen, goed opgeleid- en uitgerust personeel en consultaties met de troepenleverende landen. De capaciteit voor vredesmachten moest worden opgekrikt en de financiering moest worden verbeterd.

### IV

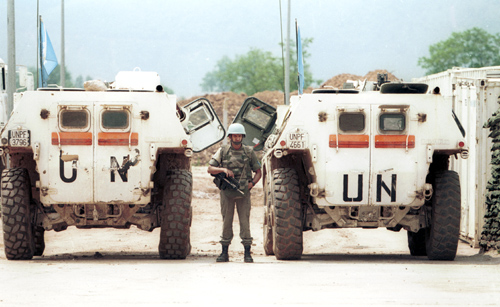
VN-blauwhelmen in Sarajevo anno 1993.

De Veiligheidsraad ging de aanbevelingen van het panel over VN-vredesoperaties die binnen 's Raads bevoegdheden vielen overwegen.

### V
Het was cruciaal dat ex-strijders ontwapend, gedemobiliseerd en opnieuw geïntegreerd werden. Programma's daartoe zouden deel moeten uitmaken van de mandaten van vredesmachten.

### VI
Er moest internationale actie komen tegen illegale wapentrafiek. Ook moesten daders van misdaden tegen de menselijkheid, genocide en oorlogsmisdaden berecht worden. Verder moesten vredeshandhavers gesensibiliseerd worden tegen aids in alle operaties.

### VII
De contacten met regionale- en internationale organisaties moesten worden versterkt. In geval van Afrika moest verder samengewerkt worden met de Organisatie van Afrikaanse Eenheid en de subregionale organisaties
om de conflicten op het continent aan te pakken.

### VIII
Uiteindelijk ligt de verantwoordelijkheid om conflicten op te lossen bij de partijen zelf. Vredesoperaties dienen enkel om te helpen met de uitvoering van een vredesakkoord en kunnen enkel slagen als alle partijen vrede wensen. Alle landen werden opgeroepen zich meer in te spannen om de wereld te bevrijden van oorlog.

## Verwante resoluties
- Resolutie 1208 Veiligheidsraad Verenigde Naties (1998)
- Resolutie 1209 Veiligheidsraad Verenigde Naties (1998)
- Resolutie 1327 Veiligheidsraad Verenigde Naties
- Resolutie 1467 Veiligheidsraad Verenigde Naties (2003)

Lijst ·  1285 ·  1286 ·  1287 ·  1288 ·  1289 ·  1290 ·  1291 ·  1292 ·  1293 ·  1294 ·  1295 ·  1296 ·  1297 ·  1298 ·  1299 ·  1300 ·  1301 ·  1302 ·  1303 ·  1304 ·  1305 ·  1306 ·  1307 ·  1308 ·  1309 ·  1310 ·  1311 ·  1312 ·  1313 ·  1314 ·  1315 ·  1316 ·  1317 ·  1318 ·  1319 ·  1320 ·  1321 ·  1322 ·  1323 ·  1324 ·  1325 ·  1326 ·  1327 ·  1328 ·  1329 ·  1330 ·  1331 ·  1332 ·  1333 ·  1334